# 昭顯世子
昭顯世子（소현세자，1612年2月5日—1645年4月26日），名李，是朝鮮王朝第十六代國王仁祖的嫡長子，孝宗兄。仁烈王后韓氏所生，生于朝鲜汉城会贤坊。仁祖即位後，他在1625年被立为王世子。1627年丁卯战争，被派往全州安抚民心，回京后结婚，妻子是西人派姜硕期之女愍懷嬪（민회빈）姜氏，十二月行嘉礼于太平馆。崇祯七年（1634年，仁祖十二年），明朝最后一次向朝鲜派遣使团，當時奉命出使朝鲜的司禮監太监卢维宁，正式册封他为朝鮮國王世子。1637年丁丑下城時被掳往清朝當人質。仁祖23年（1645年）回国，当年4月26日病逝於昌慶宮歡慶堂，墓於昭慶園。

## 被扣清朝
丙子胡亂中，1637年初，清朝要求朝鲜世子为人质，仁祖投降，世子“号泣之声，闻于户外”。很多大臣反对世子为人质，但世子表示：“泰山既垂于鸟卵之上，国步谁措于盘石之坚，事已急矣！予既有弟二人，又有一子，亦可奉宗社。予虽死于贼，尚何憾焉？”仁祖起初不愿意世子出城，又萌生了世子代他出城投降的幻想，但被清朝拒绝。仁祖投降後世子与其妻和凤林大君夫妇被清朝抓往瀋陽抑留。世子在沈馆中受到清人严密监视，朝鲜利用各种机会请求归还世子，但无果而终。皇太极要求世子和凤林大君参与松锦大战，还借世子之口要求朝鲜军参与对明作战。一度有明军炮弹落在世子营旁。在沈阳世子主动对清进行各种交涉，包括遣返朝鲜境内女真人、汉人问题，朝鲜人越境採蔘问题，本国被掳人口问题，力保“通明”朝鲜大臣等。每当朝清关系不睦，清朝就责难世子，世子力争抗辩，维护本国利益，维护清朝和朝鲜和平关系。

## 朝鲜上层对世子失望
朝鲜人对世子失望“世子既久处沈阳，一听清人所为，出入于田猎、戎马之间，所亲狎者皆武夫、厮卒。专废讲学，惟事货利，且以土木之役、狗马之玩为事，贻讥敌国，大失人望”。大臣金荩国看到“世子颇聚奇玩，罕开书筵”，便说：“今被留异域，厄困极矣，愿数接宫僚，讨论经籍，毋徒为暇豫也。”后来看到世子“营别院”，他又劝谏：“此何如地，而乃兴土木之役，而为苟安之意乎？” 世子回国归省2次都是举国百姓夹道迎候，甚至还有人瞻拜落泪。可见世子赢得了民心。两次回国都由其长子接替他做人质。崇德五年（1640年，仁祖十八年）第一次归国时，仁祖“泣而抚之”。清世祖即位后，对昭显世子极为优待，导致昭显世子的反清意识减弱。仁祖询问大臣：“今闻九王年少刚愎，其意何可测也？前则待世子太薄，而今乃太厚云，予不能无疑焉。”顺治元年（1644年，仁祖二十二年）世子第二次回国，仁祖对世子态度转变，沈器远秘谋推戴世子为王。世子返回沈阳时，路经平壤，为当地儒生举行科举，改原题“白马朝周”为“越鸟巢南枝”，“盖自伤去故国而就异域也”。这次考试因未经仁祖许可被拒绝承认。仁祖认为世子在沈阳发展自己的势力：“世子在沈阳时，作室涂以丹雘，又募东人之被俘者，屯田积粟，贸换异物，馆门如市，上闻之不平”。

## 亲清和接触天主教
在朝鲜时，他是坚定的反清派，在沈阳时仍有复仇之志，曾以《思古剑客》为题赋诗，一侍从提醒他：“不密则害，生虏势方盛，岂一剑客所可图也？宜励志以俟时。”世子听到后颇为醒悟，连连称善。但他逐渐成长为成熟务实的政治家，要壮大朝鲜的实力。清军入关后他九月到十一月在北京紫禁城文渊阁居住了70天，与耶稣会传教士汤若望会面，了解西方科学技术、天主教，汤若望送他天文、数学、天主教的书籍及地球仪、天主像等，世子致汤若望的书函原文不存，法文翻译本保存在教会图书馆中，他写道：“曾不知世上还有天球仪及书籍类之物，今获此物，喜悦之情实难言表。敝国虽非无与此物相似之物，然数百年来与天体运行不相符合，而不容疑为伪物。今获此珍品，不胜欣喜。余归故国后不但将使用于宫中，更打算将之付梓并颁行于世。”甚至提出要开放国门。昭显世子回国带到朝鲜的前明宦官和宫女，均为已受洗的天主教徒，是汤若望同昭显世子商量以后决定以清朝皇帝下赐的名义随行的。。 
世子回到国内后不时在言语中流露出亲近清朝的思想，仁祖对此产生疑心，并对此十分恼怒。昭显世子被扣为人质，既是清朝钳制朝鲜的手段，也是清朝要挟朝鲜攻打南明等行动的筹码，同时又含有清朝扶植朝鲜亲清势力的意图。

## 突然死亡
顺治元年（1644年，仁祖二十二年）十一月十一日，清朝摄政王多尔衮在北京紫禁城武英殿召见昭显世子和凤林大君，宣布：“未得北京之前，两国不无疑阻，今则大事已定，彼此一以诚信相孚。且世子以东国储君，不可久居于此，今宜永还本国。”凤林大君则暂时留在北京，等麟坪大君接替他做人质。世子和妻子在清人的护送下回国。仁祖听说后不但不高兴，还说：“清国此举，果出于好意而无别情耶？”顺治二年（1645年，仁祖二十三年）正月初九日，世子夫妻到达沈阳，世子常年得病，即将回国时，朝鲜就开始准备他的治疗。二月十八日世子回到汉城。随行清使勒令朝鲜仁祖李倧出城迎接。父迎子不合儒教礼法，且承认清朝敕使代表天子，所以朝鲜两班士大夫坚决反对。仁祖以生病为由拒不出迎。农历四月二十三日世子生病，被诊断为疟疾，医官李馨益针灸治疗，三天后（公历5月21日）世子暴毙昌庆宫欢庆殿，“举体尽黑，七窍皆出鲜血”。李馨益受到怀疑，仁祖未下令澄清死因，而是对到场人员加以限制，并下令赶紧将世子入棺。仁祖的宠姬赵昭容与昭显世子夫妻有隙，经常构陷他们，李馨益就是昭容赵氏的外戚，在昭显世子回国前夕被特别叙用为医官。大提学李植撰写昭显世子墓志“世子久留异域，数从军旅，东猎朔荒，西穿燕塞，跋履山川，备经危险，虽神气自若，而内受劳伤。还宫以后，连有寒热之感，医方错误，竟至弗禄。”韩国学者金宗德认为世子有结胸症和阴虚恶热、寒热往来的症状，却被误诊为疟疾，导致死亡。

## 死后
根据《昭显世子墓所都监仪轨》，昭显世子的葬礼显然被减杀，规格低于后世思悼世子的葬礼，而且朝鲜李朝安葬世子的墓地一般被称为园所，而昭显世子墓地被称为墓所。在昭显世子死后不久，洪瑞凤、李敬舆、沈悦等大臣曾建议册封昭显世子的长子李栢为世孙，但仁祖以长孙只有10岁的理由加以回绝，并册立凤林大君为世子。昭显世子嫔姜氏不久之后即被指控“在沈阳居住时以中宫自居”，及“向仁祖食用的鲍鱼中下毒”，而被赐死，昭显世子的三个儿子也被流放济州岛。
世子带来的西洋文物没有在朝鲜发挥影响。从中国所带来的所有物品都在其死后被销毁，而信教前明宦官李邦詔、張三畏、劉仲林、谷豊登、竇文芳和前明宫女也被遣返回中国。
仁祖二十三年，上諡號“昭顯”。

## 家庭

### 妻
| 諡號   | 姓名 | 生卒年    | 本貫 | 父母                          | 備註 |
| ------ | ---- | --------- | ---- | ----------------------------- | --- |
| 愍懷嬪 | 姜氏 | 1611-1646 | 衿川 | 右議政姜碩期 貞敬夫人高靈申氏 | 昭顯世子死後不久，姜氏被指责“在沈阳期间以中宫自居”，及向仁祖食用的烤鲍鱼中投毒，被赐死，於肅宗年間獲昭雪。 |

### 子女
| 稱號     | 名   | 幼名     | 生卒年     | 生母       | 配偶               | 備註                                                                                   |
| -------- | ---- | -------- | ---------- | ---------- | ------------------ | -------------------------------------------------------------------------------------- |
| 郡主     |      |          | ？－1631   | 愍懷嬪姜氏 | 無                 | ①兩者可能為同一人。 ②仁祖九年七月十六日誕生。                                          |
| 郡主     |      | 1631－？ |            | 愍懷嬪姜氏 | 無                 | ①兩者可能為同一人。 ②仁祖九年七月十六日誕生。                                          |
| 慶善君   | 栢   | 石鐵     | 1636－1648 | 愍懷嬪姜氏 | 無                 | 初號「元孫」。仁祖十四年三月二十五日誕生，二十六年九月卒於濟州島。孝宗十年追贈慶善君。 |
| 慶淑郡主 |      |          | 1637－1655 | 愍懷嬪姜氏 | 綾昌副尉具鳳章     | 仁祖十五年十一月十二日生，孝宗六年十一月初四日卒，十年追贈為慶淑郡主。                 |
| 郡主     |      |          | ？－1640   | 愍懷嬪姜氏 | 無                 | 早夭。                                                                                 |
| 慶完君   |      | 石磷     | 1640－1648 | 愍懷嬪姜氏 | 無                 | 仁祖二十六年十一月二十六日卒於濟州島，高宗九年追贈慶完君。                             |
| 慶寧郡主 |      |          | 1642－1682 | 愍懷嬪姜氏 | 錦昌副尉朴泰定     |                                                                                        |
| 慶順郡主 | 正溫 |          | 1643－1697 | 愍懷嬪姜氏 | 黃昌副尉邊光輔     |                                                                                        |
| 慶安君   | 檜   | 石堅     | 1644－1665 | 愍懷嬪姜氏 | 盆城郡夫人金海許氏 | 仁祖二十二年十月五日生，孝宗十年封慶安君，顯宗六年卒。                                 |

### 後裔
英祖四年三月二十（1728年4月28日），少論派人李麟佐、鄭希亮發動戊申政變（又稱李麟佐之亂），擁立昭顯世子的曾孫密豐君為朝鮮國王，但僅四日就以失敗告終，在次年（1729年）三月密豐君被賜死。
密豐君次子李晉錫被過繼為朝鮮肅宗六子延齡君李昍的嗣子，後因為早逝沒有後代被取消收養關係；密豐君七世孫李漢鎔出繼為清安君嗣子、永平君的繼孫。

## 影視作品
- 1981年《大命》：白潤植 飾演
- 2008年《一枝梅》：金志莞 飾演
- 2008年《最強七迂》：林湖 飾演
- 2009年《垂涎之島》：蘇英敦 飾演
- 2010年《推奴》：康星民 飾演
- 2012年《馬醫》：鄭糠雲 飾演
- 2013年《宮中殘酷史－花的戰爭》：鄭成雲 飾演
- 2014年《三劍客》：李陣郁 飾演
- 2015年《華政》：白成鉉 飾演
- 2022年《晝盲神探》：金聖喆 飾演

## 附註
1. ↑  . 한국학중앙연구원.   [2023-08-20]. （原始内容存档于2023-08-20）.
下篇引文：
「⋯⋯王元妃韓氏誕三男：長昭顯世子，諱，早卒⋯⋯」
2. ↑  朝鲜仁祖实录 卷33 十四年十二月十六日
3. ↑  朝鲜仁祖实录 卷34 十五年正月十八
4. ↑  朝鲜仁祖实录 卷34，十五年正月二十二
5. ↑  《朝鲜王朝实录·仁祖实录》卷46，二十三年四月二十六日
6. ↑  《朝鲜王朝实录·仁祖实录》卷40，十八年三月初七日
7. ↑  《朝鲜王朝实录·仁祖实录》卷44，二十一年十月十一日
8. ↑  《朝鲜王朝实录·仁祖实录》卷45，二十二年三月二十一日条
9. ↑  《朝鲜王朝实录·仁祖实录》卷45，二十二年八月二十九日条
10. ↑  李源益《纪年东史约》卷22，第81页
11. ↑  山口正之〈昭显世子と汤若望—朝鲜基督教史研究 其四—〉，《青丘学丛》第5号，1931年
12. ↑  《朝鲜王朝实录·仁祖实录》卷45，二十二年十二月初四日
13. ↑  《朝鲜王朝实录·仁祖实录》卷45，二十二年十二月初六日
14. ↑  《承政院日记》仁祖二十三年正月初十日：“御医臣朴頵以世子症候议药事出去。”
15. ↑  《朝鲜王朝实录·仁祖实录》卷46，二十三年二月十八日
16. ↑  《朝鲜王朝实录·仁祖实录》卷46，二十三年六月二十七日
17. ↑  《承政院日记》，仁祖二十三年正月初四日
18. ↑  《朝鲜王朝实录·仁祖实录》卷46，二十三年六月初十日
19. ↑  金宗德〈对昭显世子病症和治疗的研究〉，《奎章阁》第31辑，2007年
20. ↑  .   [2013-08-18]. （原始内容存档于2019-05-20）.
21. ↑  .   [2013-08-18]. （原始内容存档于2019-05-19）.
22. ↑  .   [2013-08-18]. （原始内容存档于2019-05-20）.
23. ↑  .   [2013-08-18]. （原始内容存档于2019-05-20）.
24. ↑  .   [2013-08-18]. （原始内容存档于2020-04-18）.
25. ↑  《朝鲜王朝实录·仁祖实录》卷46，二十三年七月二十二日
26. ↑  .   [2022-10-19]. （原始内容存档于2022-10-21）.
27. ↑  .   [2013-03-24]. （原始内容存档于2019-05-20）.
28. ↑  《承政院日記》仁祖9年(1631年)7月16日「藥房啓曰,嬪宮解産,氣候平安,不勝喜賀之至。臣等三人,自今日直宿之意,敢啓。傳曰,知道。解産女阿只氏云。」
29. ↑  《承政院日記》仁祖18年1月5日「藥房都提調臣金瑬，提調臣南以雄，副提調臣鄭廣敬啓曰，臣等，伏聞郡主不意卒逝，哀慼之餘，伏未審聖候，何如？且惡寒之候，亦比前，何如？臣等伏不勝憂慮之至，敢此仰稟。答曰，時無所患。」
30. ↑  《承政院日記》仁祖23年8月3日「……庚辰年正月，有郡主阿只氏喪事，而在襁褓中，與今喪不同，不可援以爲例。……」
31. ↑  .   [2014-10-18]. （原始内容存档于2014-10-23）.
32. ↑  .   [2014-10-18]. （原始内容存档于2019-05-20）.
33. ↑  《英祖實錄》16卷·四年三月二十條
34. ↑  .   [2018-10-31]. （原始内容存档于2020-04-18）.